# Lijst van vlaggen van Somalië
Dit is een lijst van vlaggen van Somalië.

## Nationale vlag (perFIAV-codering)
|          | Civiele vlag | Staatsvlag | Oorlogsvlag |
| -------- | ------------ | ---------- | ----------- |
| Te land  | · ?          | · ?        | · ?         |
| Te water | · ?          | · ?        | · ?         |

## Vlaggen van politieke partijen
| Vlag | Periode    | Functie                                        | Beschrijving |
| ---- | ---------- | ---------------------------------------------- | ------------ |
|      | 1984-heden | Vlag van de Ogaden Nationaal Bevrijdingsfront. |              |
|      | 2011-heden | Vlag van de Somalische Arbeiderspartij.        |              |
|      |            | Vlag van de Somalische Jeugdliga.              |              |
|      | 1981-1991  | Vlag van de Somalische Nationale Beweging.     |              |
|      | 1991-heden | Vlag van Ahlu Sunna Waljama'a                  |              |